# Façade (jeu vidéo)
Pour les articles homonymes, voir Façade (homonymie).
Façade est une fiction interactive développée par Playabl Studios, anciennement Procedural Arts et distribuée en freeware à partir du 5 juillet 2005. Il s'agit d'un jeu en 3D temps réel, en cel-shading, avec un gameplay fondé sur l'IA. Il se déroule en vue subjective. Les entrées se font en mode texte, les réponses sont orales, sous-titrables. En 2006, les créateurs de Façade développaient un autre titre appelé The Party, cependant, en décembre 2013, Michael Mateas a confirmé qu'ils n'y travaillaient pas actuellement.

## Synopsis
Façade met le joueur dans le rôle d'un ami proche de Trip et Grace, un couple qui a récemment invité le joueur à leur appartement à New York pour une soirée cocktail. Ce rassemblement agréable, cependant, est quelque peu endommagé par la confrontation domestique claire entre Grace et Trip à l'arrivée du joueur.
Façade concerne l'interaction de l'utilisateur avec l'environnement virtuel et cette interaction n'est pas scénarisée pour vous offrir des choix ou tout autre scénario préétabli. Pour communiquer, vous devrez écrire directement tout ce que vous voulez ou ressentez ce qui pourrait aider le couple à résoudre ses problèmes.
En arrivant à leur appartement, vous entendez Grace et Trip se disputer à propos de quelque chose, mais vous ne savez pas exactement quel est leur vrai problème. Comme mentionné précédemment, vous devrez écrire votre dialogue à l'aide de votre clavier et demander à peu près tout ce qui vous vient à l'esprit.
En outre, vous devrez parfois interrompre les deux partenaires pour donner votre avis sur tout ce qu'ils discutent et les sujets ne manquent pas. Vous pouvez parler de tout ce que vous voulez, des critiques aux éloges, des accords et des désaccords, du flirt, et même de sujets plus sensibles comme le divorce ou leur vie amoureuse.

## Système de jeu
L'objectif est de les faire travailler sur leurs problèmes en leur faisant avouer ce qui les dérange vraiment l'un et l'autre. D'autre part, vous pouvez aussi les provoquer ou les contrarier par de mauvaises remarques, ou même essayer de découvrir leurs secrets les plus cachés si vous êtes suffisamment compétent. Les possibilités de Façade sont presque infinies mais, au fur et à mesure que la conversation se développe, vous vous trouverez dans une position où vous devrez prendre parti. Il n'y a pas de limite à ce que vous pouvez dire, mais attention, si vous contrariez Trip, il finira par vous jeter dehors.

## Les événements
De nombreuses questions peuvent être entièrement analysées par le moteur et les acteurs peuvent y répondre de diverses manières en fonction de leur humeur, de fluctuations aléatoires et des actions passées du joueur. Par exemple, dans un scénario, Grace peut répondre favorablement à la déclaration "J'aime la décoration" alors que dans un autre contexte, elle peut croire que vous êtes condescendant envers elle. Bien que toutes les déclarations faites par le joueur ne soient pas analysées avec succès, le moteur extrait souvent des informations connexes et les intègre à l'aide des clips vocaux intégrés. C'est pourquoi une orthographe et une grammaire correctes sont presque toujours nécessaires pour une expérience optimale du joueur. La plupart des parties se terminent par une réconciliation initiale entre Trip et Grace, qui disent au joueur qu'ils doivent être seuls, ou par une offense telle que Trip les fait sortir de force de l'appartement. Cependant, avec une intervention active, il est possible d'inciter les deux à redécouvrir leur amour l'un pour l'autre, ou de pousser l'un à quitter l'autre - en admettant parfois une liaison passée, l'un des nombreux événements décidés au hasard lorsque le jeu commence. Parce qu'il est conçu en grande partie pour simuler des réactions « à la volée » aux actions du joueur ou d'autres personnages, et parce que le scénario présente une série d'événements aléatoires (comme les sujets de conversation abordés, les boissons que Trip veut servir, etc.) il possède une certaine valeur de rejeu. L'analyseur par lequel le joueur communique avec les acteurs est également remarquable pour sa capacité à reconnaître et à accepter un grand nombre de commandes complexes et à y répondre de manière adéquate.

## Partition musicale
Le compositeur Leo Caruso a développé différents segments de la musique de scène pour ce jeu (5 compositeurs ont été impliqués dans la production complète).

## Prix et reconnaissances
Le jeu a été nommé dans la catégorie ouverte de l'Independent Games Festival 2004. Il a été exposé dans plusieurs expositions d'art internationales, notamment ISEA 2004 et Game / Play 2006, et a fait l'objet d'un article de fond dans The Atlantic Monthly en novembre 2006 et Games for Windows: The Official Magazine en mai 2007.
Bien que le fichier d'installation d'origine soit extrêmement volumineux, même pour les utilisateurs à large bande (environ 800 mégaoctets), il a été inclus sur plusieurs disques de couverture de magazine de jeu, ce qui a contribué à le faire connaître à un plus grand nombre de joueurs et d'autres parties intéressées. En février 2006, une version 1.1 de 167 mégaoctets a été publiée, offrant une meilleure compression audio, ainsi qu'une version pour macOS.
En 2010, il a été inclus comme l'un des titres du livre Les 1001 jeux vidéo auxquels il faut avoir joué dans sa vie.

## Réception
Façade a reçu un accueil mitigé : il est largement considéré[Par qui ?] comme une avancée majeure dans le théâtre interactif, tandis que les opinions sur le plaisir de jouer sont plus partagées. Certains[Qui ?] trouvent qu'en termes de succès, c'est un drame très efficace, tandis que d'autres trouvent que le drame est un point faible. Le récit ouvert, avec de nombreux résultats possibles, est souvent comparé à Galatea d' Emily Short.